# Synagoge (Hemmersdorf)

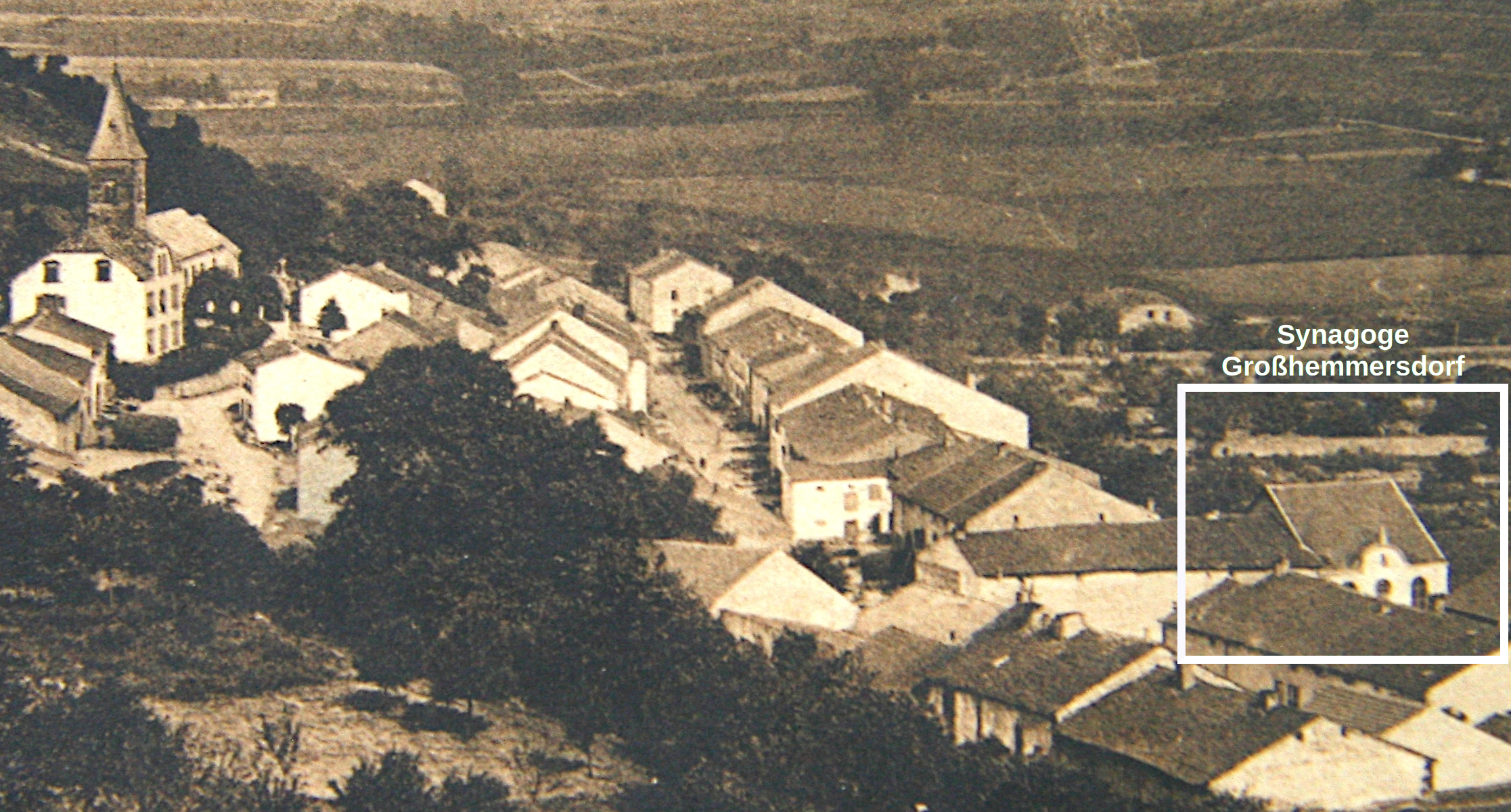
Postkarten-Ortsansicht von Großhemmersdorf aus dem Jahr 1914. Von der Synagoge ist das Dach und ein Teil der Eingangsseite zu sehen.

Die Synagoge stand im Hemmersdorfer Ortsteil Großhemmersdorf in der Bachstraße Nr. 4. Sie wurde vor 1844 gebaut oder eingerichtet und 1939 oder 1940 abgerissen. Die Mitglieder der Synagogen-Gemeinde wohnten in Großhemmersdorf, Kerprichhemmersdorf, Niedaltdorf, Biringen und Fürweiler.
Die Bachstraße wurde 1974 in „Zum Wertchen“ umbenannt.

## Beschreibung
Die Synagoge stand mit mehreren anderen Gebäuden, auf der zur Schoppach liegenden Seite der Bachstraße. Diese Gebäude waren alle mit ihren Giebelseiten aneinander gebaut. Während die Nachbargebäude der Synagoge ihre Eingänge zur Straße hin hatten, lag der Eingang der Synagoge auf der gegenüber liegenden Seite. Da auf dieser Seite die Schoppach floss, war der Zugang zur Synagoge nur über eine kleine Brücke möglich. Der Gebetsraum der Synagoge war ca. 27 m² groß und hatte eine Empore. Es gab vier weitere, kleinere Räume und eine als „ortsüblich“ beschriebene Toilette. Die Synagoge hatte ein Satteldach mit zwei Rundgauben. Zur Straße waren zwei große Rundbogenfenster und ein mittleres Rundfenster angebracht.
Die Hemmersdorfer Synagoge wurde während der Novemberpogrome 1938 beschädigt. Nach der Schädigung in der Pogromnacht, machte die Hitlerjugend und anderen Organisationen der NSDAP die Synagoge zur Turnhalle. Zusammen mit den Nachbargebäuden wurde das Synagogen-Gebäude in den Jahren 1939 bis 1940 abgerissen. Mit dem Schutt der abgerissenen Häuser wurde das Ufer der Nied angefüllt.

## Synagogen-Gemeinde Hemmersdorf
Eine jüdische Gemeinde wird erstmals im Jahr 1837 erwähnt. Die Mitglieder dieser Gemeinde lebten in Großhemmersdorf, Kerprichhemmersdorf und Niedaltdorf. Die erste Erwähnung der Hemmersdorfer Synagoge findet sich in einem 1849 veröffentlichten Buch von Georg Bärsch Bärschs Buch beschreibt die Gegebenheiten des Jahres 1843, so dass die Hemmersdorfer Synagoge vor 1843 errichtet oder eingerichtet worden war. 1856 gehörten zur Hemmersdorfer Synagogen-Gemeinde die Orte Großhemmersdorf, Kerprichhemmersdorf, Niedaltdorf und Biringen.
1892 lehnte der Oberpräsident der Rheinprovinz ein Gesuch der Synagogen-Gemeinde ab eine Kollekte durchführen zu dürfen. Die Gemeinde wollte mit dem Ertrag der Kollekte Baukosten für die Synagoge begleichen. Ob die Baukosten für einen Neubau oder den Umbau eines schon vorhandenen Gebäudes verwendet werden sollten, geht aus dem Ablehnungsbescheid nicht hervor. Die Ablehnung des Antrags begründete der Oberpräsident damit, dass er die Gemeinde nicht in der Lage sah, die Baukosten zu einem „beachtlichen Teil“ selbst zu tragen. Ein weiterer Ablehnungsgrund lag darin, dass die Gemeinde nicht den Status einer öffentlich-rechtlichen Körperschaft hatte. Aus dem Ablehnungs-Bescheid geht auch hervor, dass die Gemeindemitglieder in Großhemmersdorf, Kerprichhemmersdorf, Niedaltdorf und Fürweiler lebten.

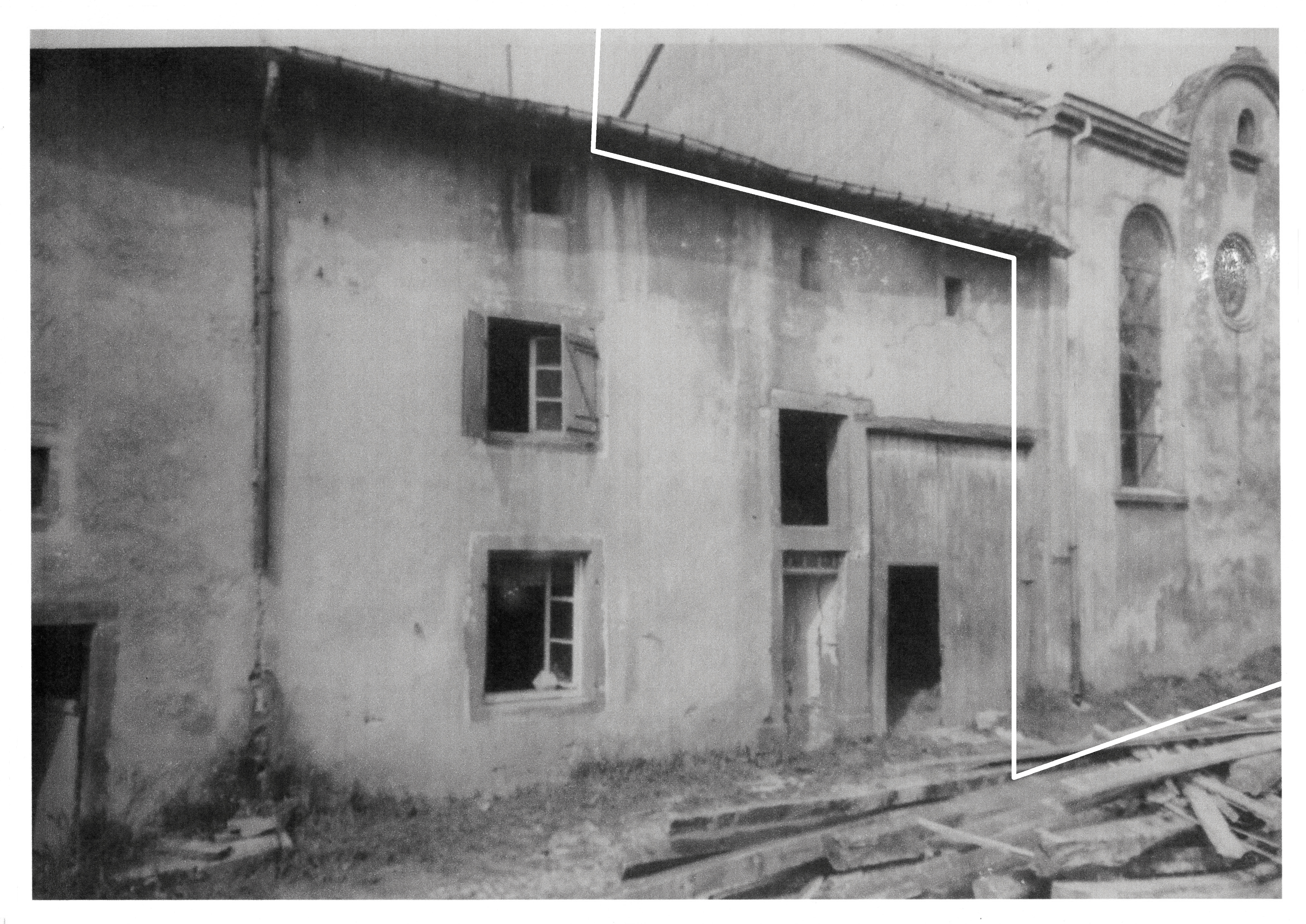
Am rechten Bildrand ist ein Teil der zur Bachstraße liegenden Synagogen-Fassade zu sehen. Das Foto wurde ca. 1939 aufgenommen.

Nach der Volksabstimmung 1935 und dem daraus folgenden Anschluss des Saargebiets an Nazi-Deutschland, verließen viele Gemeindemitglieder ihre Heimat. Mit Beginn des Zweiten Weltkriegs wurde im September 1939 zwischen 700 000 und einer Million Zivilisten aus dem Saarland, der Pfalz und Baden nach Thüringen, Hessen, Sachsen, Sachsen-Anhalt und Bayern evakuiert. Hemmersdorf, Biringen, Fürweiler und Niedaltdorf waren Teil des „Rote Zone“ genannten Evakuierungsgebiets. Unter den Evakuierten waren auch die letzten Mitglieder der Synagogen-Gemeinde (4 aus Hemmersdorf und 3 aus Niedaltdorf). Keiner der evakuierten Juden kehrte nach Hause zurück. Sie wurden in den Vernichtungslagern Auschwitz, Sobibór, Treblinka und im Ghetto Theresienstadt ermordet.

## Statistik der Jahre 1824 bis 1939
In der nachfolgenden Tabelle ist angegeben, wie viele jüdische Menschen im jeweiligen Jahr in den zur Synagogen-Gemeinde gehörenden Orten lebten. Orte und Zeiten für die keine Angaben vorliegen, sind mit „k. A.“ bezeichnet.
1937 wurden die bis dahin eigenständigen Gemeinden Großhemmersdorf und Kerprichhemmersdorf zur Gemeinde „Hemmersdorf (Saar)“ zusammengeschlossen.
|                     | 1824  | 1833  | 1843  | 1856  | 1885 | 1895 | 1927 | 1933 | 1935  | 1939  |
| ------------------- | ----- | ----- | ----- | ----- | ---- | ---- | ---- | ---- | ----- | ----- |
| Großhemmersdorf     | 8     | 13    | 25    | 15    | 12   | 12   | 7    | 8    | 7     | 4     |
| Kerprichhemmersdorf | 26    | 30    | 18    | 24    | 31   | 27   | 16   | 17   | 22    | 4     |
| Niedaltdorf         | k. A. | 6     | 9     | 8     | 40   | 43   | 38   | 34   | 34    | 3     |
| Fürweiler           | k. A. | k. A. | k. A. | k. A. | 7    | 8    | 0    | 0    | k. A. | k. A. |
| Biringen            | k. A. | k. A. | 6     | 8     | 4    | 5    | 0    | 0    | k. A. | k. A. |

Folgende, Mitglieder der jüdischen Gemeinde Hemmersdorf wurden während der Zeit des Nationalsozialismus ermordet:
| Name    | Vorname  | Todeszeitpunkt   | Alter     | Ort des Todes                 | Bemerkung | Quellen |
| ------- | -------- | ---------------- | --------- | ----------------------------- | --- | --- |
| Hanau   | Josef    | unbekannt        | unbekannt | Konzentrationslager Auschwitz | | Yad Vashem (Datenbank, Datensatz Nr. 11515923) / Gedenkbuch für die Opfer der NS-Judenverfolgung in Deutschland |
| Levy    | Benjamin | 1944             | 73 Jahre  | Konzentrationslager Auschwitz | Deportation ab Sammellager Drancy | Yad Vashem (Datenbank, Datensatz Nr. 11574515) / Gedenkbuch für die Opfer der NS-Judenverfolgung in Deutschland |
| Michel  | Edmund   | 25. Juli 1942    | 38 Jahre  | Konzentrationslager Auschwitz | Deportation ab Durchgangslager Pithiviers | Yad Vashem (Datenbank, Datensatz Nr. 3203475) / Gedenkbuch für die Opfer der NS-Judenverfolgung in Deutschland  |
| Michel  | Irma     | 25. Juli 1942    | 34 Jahre  | Konzentrationslager Auschwitz | Deportation ab Durchgangslager Pithiviers | Yad Vashem (Datenbank, Datensatz Nr. 3203483) / Gedenkbuch für die Opfer der NS-Judenverfolgung in Deutschland  |
| Michel  | Isidor   | vermutlich 1943  | 48 Jahre  | Konzentrationslager Auschwitz | Deportation ab Berlin | Yad Vashem (Datenbank, Datensatz Nr. 11595514) / Gedenkbuch für die Opfer der NS-Judenverfolgung in Deutschland |
| Michel  | Rosa     | unbekannt        | unbekannt | Konzentrationslager Auschwitz | Deportation am 22. Oktober 1940 in das Internierungslager Gurs. Am 11. November 1942 Deportation von Lager Drancy (Transport 45, Zug Da.901/38) nach Auschwitz | Yad Vashem (Datenbank, Datensatz Nr. 3203510) / Gedenkbuch für die Opfer der NS-Judenverfolgung in Deutschland  |
| Salm    | Milli    | 1944             | 55 Jahre  | Konzentrationslager Auschwitz | Deportation am 22. Oktober 1940 in das Internierungslager Gurs. Am 30. Mai 1944 Deportation von Lager Drancy (Transport 75) nach Auschwitz                     | Yad Vashem (Datenbank, Datensatz Nr. 3215417) / Gedenkbuch für die Opfer der NS-Judenverfolgung in Deutschland  |
| Süßkind | Babette  | 16. Oktober 1942 | 76 Jahre  | Ghetto Theresienstadt         | Deportation ab Hannover (Transport VIII/1, Zug Da 75) | Yad Vashem (Datenbank, Datensatz Nr. 14861769) / Gedenkbuch für die Opfer der NS-Judenverfolgung in Deutschland |
| Süßkind | Leo      | unbekannt        | unbekannt | unbekannt                     | unbekannt | Yad Vashem (Datenbank, Datensatz Nr. 4424018)                                                                   |
| Süßkind | Siegmund | 6. November 1942 | 72 Jahre  | Ghetto Theresienstadt         | Deportation ab Dortmund (Transport X/1, Zug Da 72) am 29. Juli 1942                                                                                            | Yad Vashem (Datenbank, Datensatz Nr. 4878900) / Gedenkbuch für die Opfer der NS-Judenverfolgung in Deutschland  |
| Süßkind | Walter   | 28. Februar 1945 | 39 Jahre  | Konzentrationslager Auschwitz | | Yad Vashem (Datenbank, Datensatz Nr. 4426410)                                                                   |

Folgende Mitglieder der Synagogen-Gemeinde Hemmersdorf aus Niedaltdorf wurden während der Zeit des Nationalsozialismus ermordet:
| Name               | Vorname   | Todeszeitpunkt     | Alter    | Ort des Todes  | Quellen                |
| ------------------ | --------- | ------------------ | -------- | -------------- | ---------------------- |
| Eisenberger        | Ignatz    | 1. August 1942     | 46 Jahre | Auschwitz      | Gedenkbuch Saarbrücken |
| Fromm geb. Michel  | Eleonore  | 26. Februar 1944   | 73 Jahre | Theresienstadt | Gedenkbuch Saarbrücken |
| Isaac              | Max       | 18. Dezember 1944  | 47 Jahre | Stutthof       | Gedenkbuch Saarbrücken |
| Michel geb. Weiss  | Bertha    | 19. September 1942 | 69 Jahre | Treblinka      | Gedenkbuch München     |
| Michel             | Lilly     | 17. Juli 1942      | 40 Jahre | Auschwitz      | Gedenkbuch Saarbrücken |
| Michel             | Max       | 26. August 1942    | 46 Jahre | Auschwitz      | Gedenkbuch Saarbrücken |
| Michel             | Moritz    | 6. Januar 1945     | 40 Jahre | Auschwitz      | Gedenkbuch Saarbrücken |
| Michel             | Myrtil    | 30. September 1942 | 43 Jahre | Auschwitz      | Gedenkbuch Saarbrücken |
| Michel geb. Isaac  | Rosa      | 1944               | 45 Jahre | unbekannt      | Gedenkbuch Saarbrücken |
| Michel             | Ruth      | 15. August 1942    | 15 Jahre | Auschwitz      | Gedenkbuch Saarbrücken |
| Michel             | Sigmund   | 1944               | 52 Jahre | unbekannt      | Gedenkbuch Saarbrücken |
| Michel             | Josef     | 31. August 1942    | 65 Jahre | Auschwitz      | Gedenkbuch Saarbrücken |
| Michel geb. Wolf   | Josephine | 10. Februar 1944   | 64 Jahre | Auschwitz      | Gedenkbuch Saarbrücken |
| Nadler geb. Michel | Rosina    | 1. November 1943   | 55 Jahre | Auschwitz      | Gedenkbuch Saarbrücken |
| Wolf geb. Michel   | Karoline  | 1942               | 62 Jahre | Zamość         | Gedenkbuch Saarbrücken |

Folgende Mitglieder der Synagogen-Gemeinde Hemmersdorf aus Biringen wurden während der Zeit des Nationalsozialismus ermordet:
| Name            | Vorname    | Todeszeitpunkt   | Alter    | Ort des Todes | Quellen    |
| --------------- | ---------- | ---------------- | -------- | ------------- | ---------- |
| Frank           | Isaac Leon | 18. April 1944   | 48 Jahre | Auschwitz     | Yad Vashem |
| Kahn geb. Frank | Franziska  | 10. Oktober 1942 | 48 Jahre | Auschwitz     | Yad Vashem |

Folgende Mitglieder der Synagogen-Gemeinde Hemmersdorf aus Fürweiler wurden während der Zeit des Nationalsozialismus ermordet:
| Name               | Vorname    | Todeszeitpunkt   | Alter    | Ort des Todes | Quellen                |
| ------------------ | ---------- | ---------------- | -------- | ------------- | ---------------------- |
| Hanau              | Bernard    | 15. Februar 1944 | 67 Jahre | Auschwitz     | Yad Vashem             |
| Hanau              | Joseph     | 17. Juni 1943    | 50 Jahre | Hinzert       | Yad Vashem             |
| Levy geb. Hanau    | Rosalia    | 26. Juni 1944    | 49 Jahre | Chelmno       | Gedenkbuch Saarbrücken |
| Schwarz geb. Hanau | Clementine | 3. Juni 1942     | 61 Jahre | Sobibór       | Gedenkbuch Saarbrücken |
| Schwarz            | Max        | 1. Mai 1945      | 35 Jahre | Mauthausen    | Gedenkbuch Saarbrücken |
| Schwarz            | Moritz     | 3. Juni 1942     | 63 Jahre | Sobibór       | Gedenkbuch Saarbrücken |